# Canal da mandíbula
O Canal da mandíbula é uma parte da mandíbula que nasce no forame da mandíbula, situado na face medial do ramo, e atravessa o corpo do osso com obliqüidade ântero-inferior, até a região dos dentes pré-molars; aí se bifurca:
- uma de suas bifurcações termina no forame mental e a outra,
- se ramifica na região anterior (dentes caninos e incisivos), com difícil identificação anatômica.

Uma delgada lâmina de tecido compacto é o limite do canal, cuja parede superior é perfurado por numerosos forames destinados aos vasos e nervos para os dentes posteriores.